# Strumigenys moczaryi
Strumigenys moczaryi är en myrart som beskrevs av Carlo Emery 1897. Strumigenys moczaryi ingår i släktet Strumigenys och familjen myror. Inga underarter finns listade i Catalogue of Life.